# الئونورا دوزه
الئونورا دوزه (ایتالیایی: Eleonora Duse; ایتالیایی: [eleoˈnɔ:ra ˈdu:ze]; ۳ اکتبر ۱۸۵۸ – ۲۱ آوریل ۱۹۲۴) هنرپیشه سینما و تئاتر اهل ایتالیا بود.

## نگارخانه

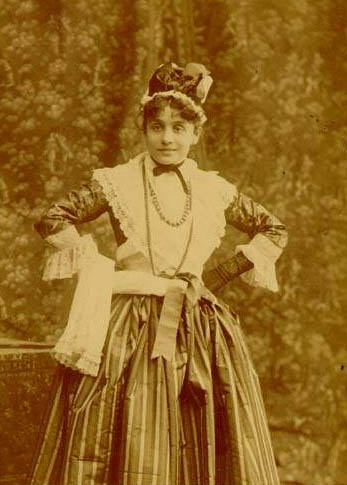
۱۸۹۱
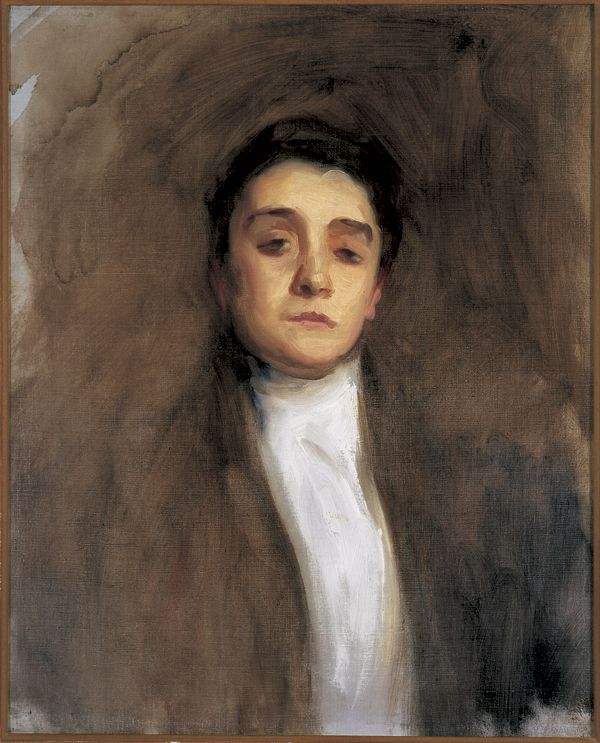
۱۸۹۳
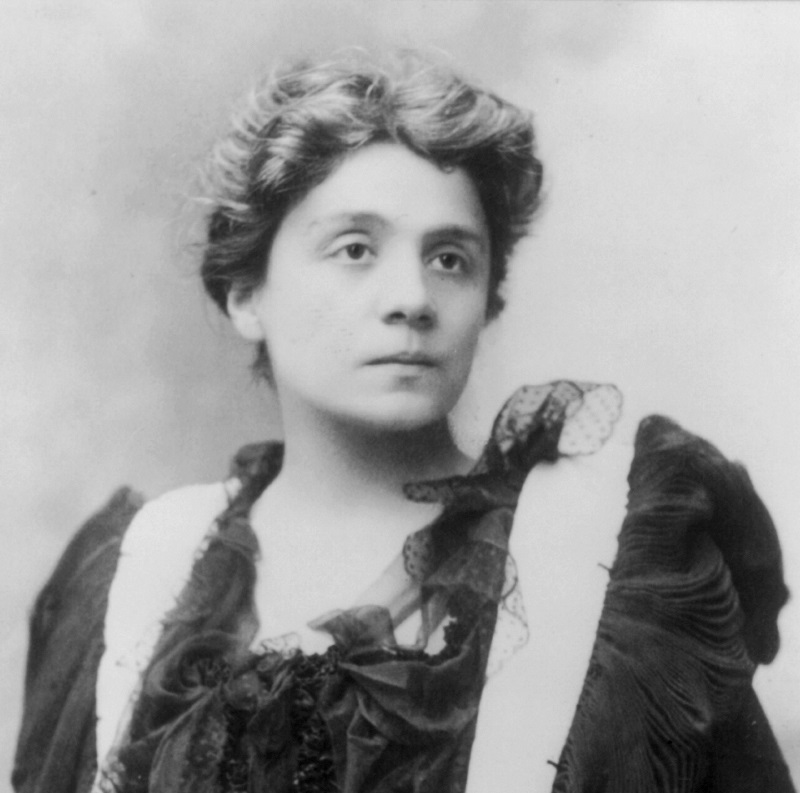
۱۸۹۶
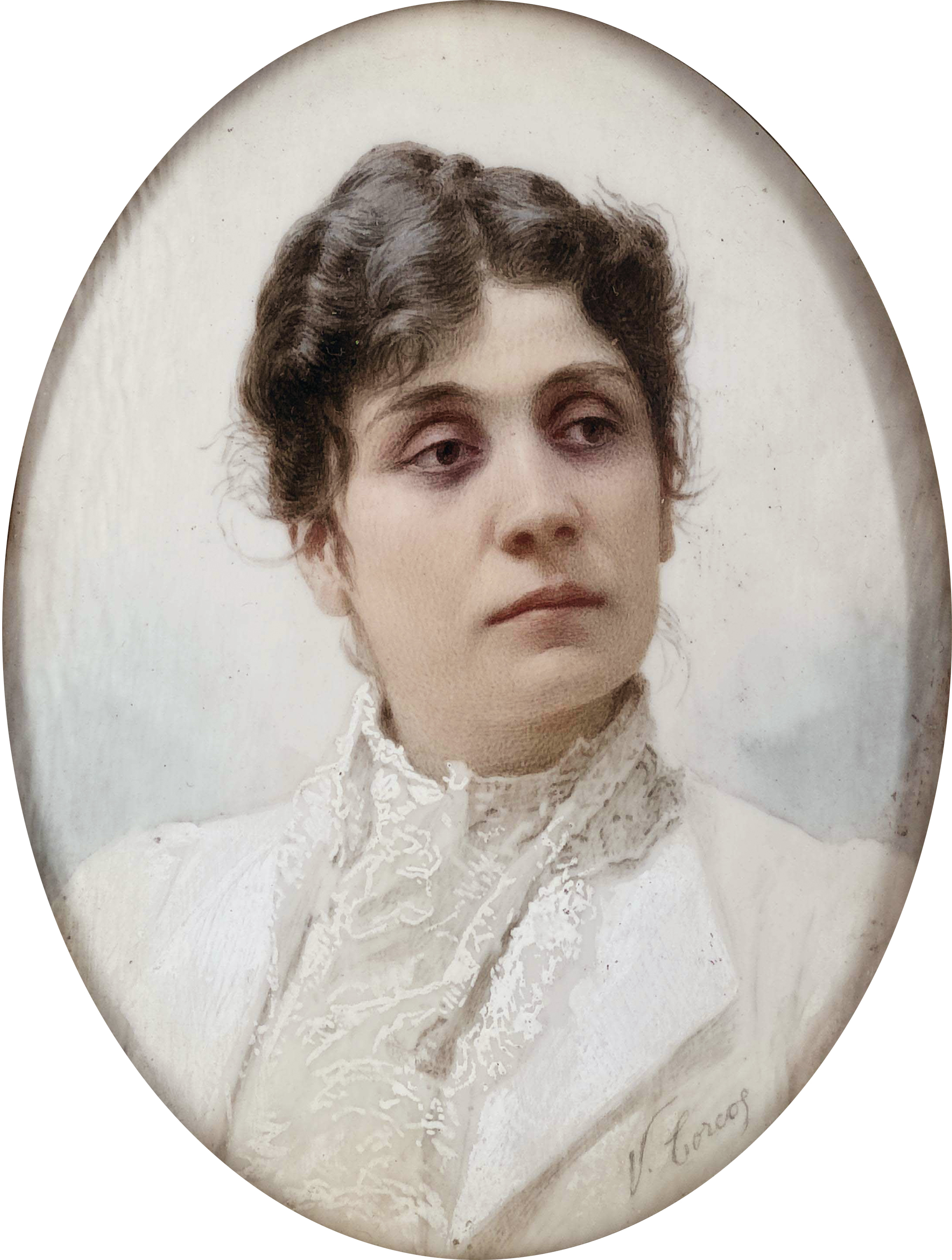
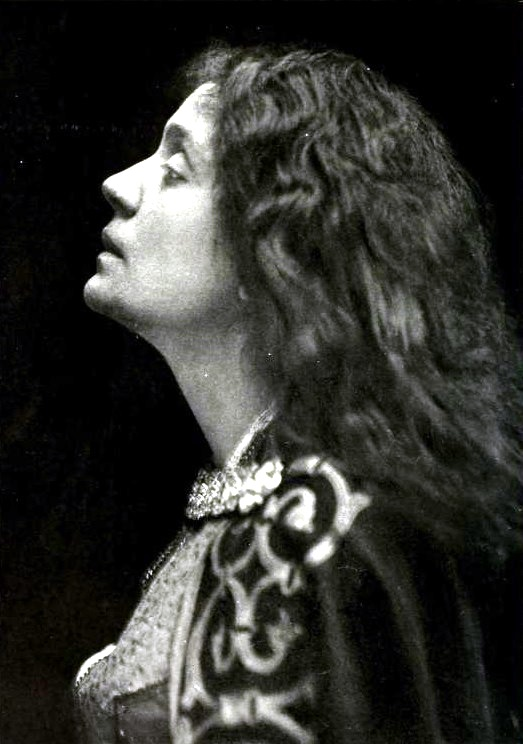
۱۹۰۲
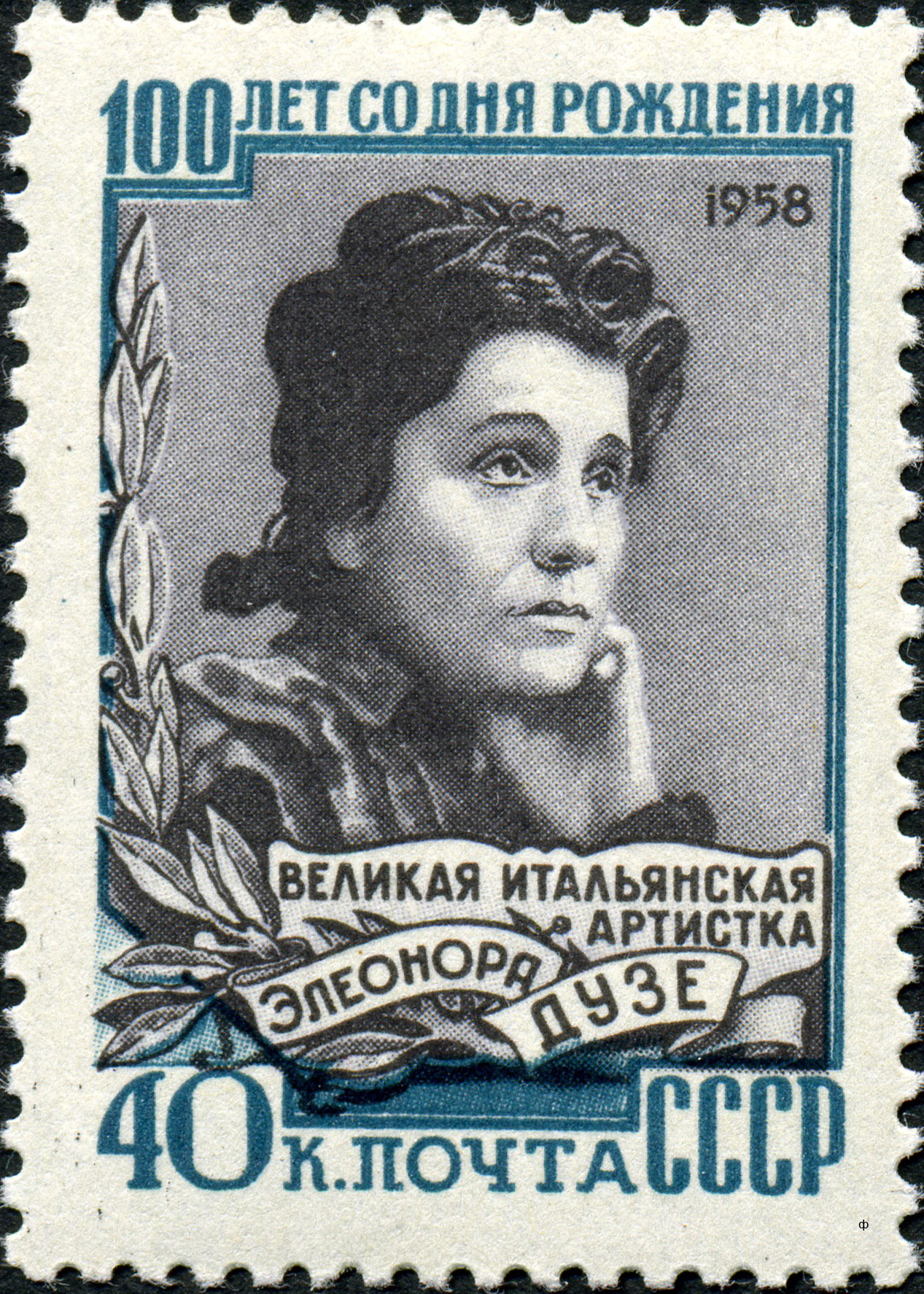
تمبر الئونورا دوزه
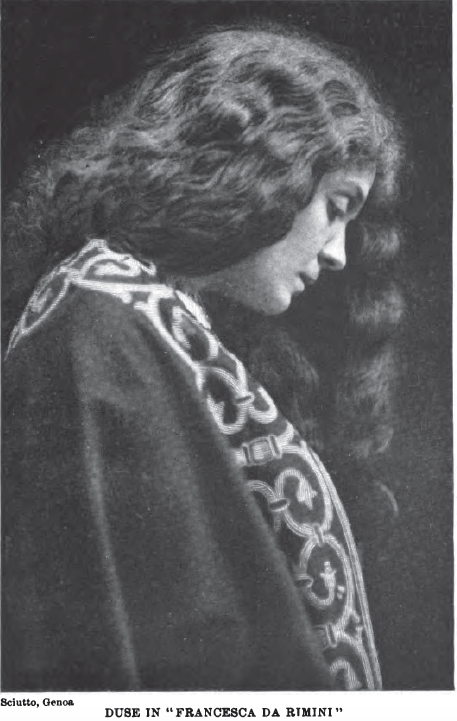
۱۹۰۲
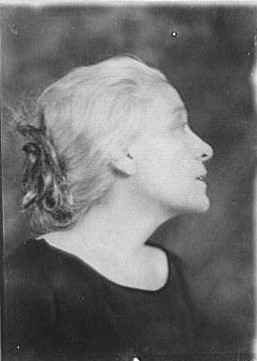
۱۹۲۳